# Euchlaena ochrearia
Euchlaena ochrearia là một loài bướm đêm trong họ Geometridae.